# Mittani
Sauf précision contraire, les dates de cet article sont sous-entendues « avant l'ère commune », c'est-à-dire « avant Jésus-Christ ».
v. 1500 av. J.-C. – v. 1300 av. J.-C.
Entités suivantes :
- Royaume médio-assyrien

Le Mittani (ou Mitanni), aussi appelé Pays des Hourrites et Hanigalbat, était un royaume du Nord du Proche-Orient ancien dont le centre était situé dans le Nord-Est de la Syrie actuelle, dans le triangle du Khabour, à peu près entre le XVIe siècle et le XIIIe siècle avant notre ère. Il était peuplé en majorité de Hourrites.
Les origines de ce royaume sont obscures faute de documentation. À son apogée, dans la seconde moitié du XVe siècle av. J.-C., le Mittani contrôle un vaste espace allant de la mer Méditerranée jusqu'au Zagros, dominant alors de riches royautés, notamment en Syrie (Alep, Ougarit, Karkemish, Qatna, etc.). Il rivalise avec les autres grandes puissances du Moyen-Orient de la période, les Égyptiens et les Hittites. 
L'organisation politique de cet État reste cependant très mal connue, de même que ses aspects sociaux et culturels, car peu de sources provenant des sites qu'il dominait sont connues. Ses capitales, Washshukanni et Taidu, n'ont pas été localisées avec certitude. Il est donc essentiellement attesté par des sources extérieures, et la reconstruction de son histoire est lacunaire, même si elle a progressé récemment grâce à de nouvelles fouilles archéologiques.
Dans la seconde moitié du XIVe siècle av. J.-C., des troubles dynastiques et des conflits contre les Hittites et les Assyriens causent son déclin, sa division et sa mise en vassalité. Ses territoires sont annexés par l'Assyrie avant le milieu du XIIIe siècle av. J.-C.

## Noms
Le royaume du Mittani était appelé de différentes manières selon les pays. Les rois du Mittani eux-mêmes emploient dans leurs textes plusieurs noms : Mittani, Hanigalbat et Hurri.
Le nom Mittani est un mot hourrite, la langue dominante du royaume et celle de son élite dirigeante. Il était auparavant transcrit majoritairement Mitanni, mais les progrès des travaux sur le hourrite, en particulier ceux de G. Wilhelm, ont montré que la lecture avec un double -t- et un seul -n- (suffixe hourrite -ni) était sans doute la plus juste. Ce terme désigne le royaume, et non sa population. Il semble dérivé d'un nom de personne, Maitta, qui pourrait être l'ancêtre de la dynastie régnante (ce qu'il est impossible de confirmer car aucun roi de ce nom n'est connu),.
Le royaume est aussi dénommé « Pays des Hourrites » (Ḫurri) et son souverain « Rois des Hourrites », en référence à sa population principale. Le nom Hanigalbat (forme ancienne Ḫabingalbat) est aussi employé pour le désigner, notamment dans les textes de Nuzi et d'Assyrie. Il a une signification géographique, puisqu'il désigne les régions constituant le cœur du royaume, dans le triangle du Khabur (région formée par la rivière du même nom et ses affluents). Il est attesté avant l'émergence du royaume hourrite après sa chute. Naharina est un autre terme géographique, d'origine ouest-sémitique, qui fait référence aux rivières du pays. C'est le nom privilégié par les Égyptiens pour désigner le royaume,.

## Sources

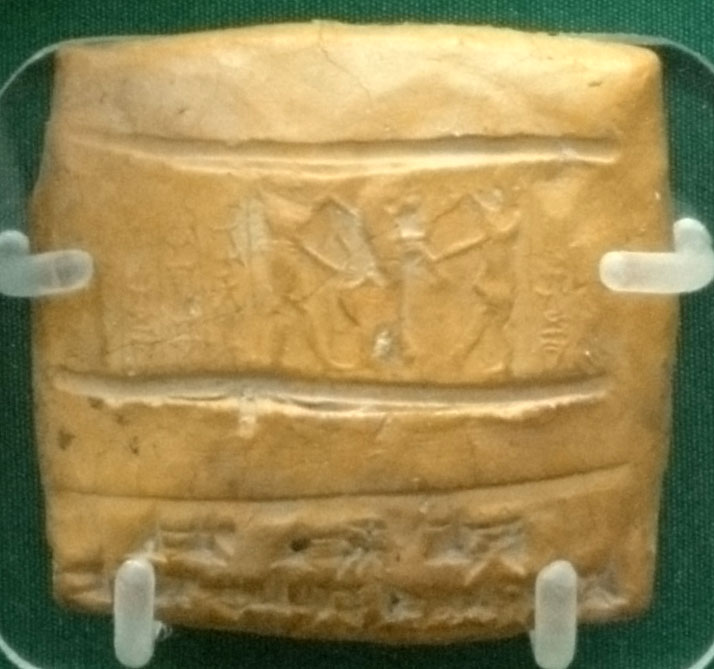
Tablette scellée retrouvée à Alalakh rapportant un cas juridique présenté par le souverain local Niqmepa devant le roi Shaushtatar du Mittani, British Museum.

Les sites archéologiques témoignant de la période du Mittani sont peu nombreux, surtout parce que peu de niveaux archéologiques de cette période ont été mis au jour, en dépit de l'essor de l'archéologie syrienne jusqu'au début des années 2010. 
L'étude du Mittani souffre surtout du fait que sa région centrale est mal connue, puisque aucun lot notable de tablettes cunéiformes n'y a été mis au jour et que la documentation est surtout architecturale et artistique,. La principale capitale du royaume, Washshukanni, est généralement identifiée au site de Tell Fekheriye (en), sans preuve déterminante toutefois, notamment parce que le site n'a pas livré d'archive de la période,. Pour Taidu, la capitale tardive, on a proposé de la localiser à Tell al-Hamidiya, où une architecture monumentale est connue, avec sa vaste terrasse palatiale (un centre du pouvoir royal ?), aussi une cinquantaine de tablettes administratives rédigées en akkadien, fortement mâtiné de hourrite comme souvent à cette période,,. Parmi les autres sites de la région centrale, Tell Brak (Nawar) a livré des restes artistiques et architecturaux (un palais et un petit temple) ont été mis au jour ainsi que quelques tablettes de la période témoignant de la présence d'une administration sur place, et même des rois Artashumara et Tushratta lors de deux affaires judiciaires. Les autres sites connus de la région centrale et des régions voisines situées entre Tigre et Euphrate n'ont guère livré de témoignages notables, juste des parties de constructions et des céramiques. Ce n'était sans doute que des sites secondaires dans l'organisation mittanienne. On peut y compter Tell Rimah, Tell Mozan, Tell Chuera, Tell Bderi, Tell Sheikh Hamad, Tell Mohammed Diyab, Bassekti ou encore Tell Bazi.
Les sites les mieux documentés sont périphériques : Nuzi (Yorghan Tepe dans la région de Kirkouk) et Alalakh (Tell Açana dans la vallée de l'Amuq), qui sont situés aux deux extrémités du royaume, et témoignent donc de particularités régionales. Ce sont aussi les deux sites qui ont livré le plus de tablettes de la période mittanienne, et si on y trouve bien de nombreuses personnes aux noms hourrites (une large majorité à Nuzi), les conditions sociales et administratives y sont bien différentes, ce qui fait qu'on ne peut reconstituer de tableau cohérent de la société des régions dominées par le Mittani, qui sont sans doute très diverses. Nuzi reste le site le plus important pour connaître une société hourrite, grâce à environ 5 000 tablettes de la période. Il s'agit d'un centre secondaire d'un royaume vassal du Mittani, le royaume d'Arrapha, dont la capitale, située sous l'actuelle Kirkouk, n'a pu être fouillée, même si des tablettes de la période mittanienne y ont été retrouvées lors d'un glissement de terrain. La documentation d'Alalakh, capitale du royaume de Mukish, est également importante. Plus récemment, il a été établi que le site de Terqa (Tell Ashara sur le Moyen-Euphrate) avait aussi été dominé par le Mittani. Il a livré des tablettes de la période, non publiées. Les importantes archives d'Emar (Tell Mishrife) concernent très peu la période durant laquelle le site a été sous la coupe du Mittani. Autre site périphérique, Qatna (Tell Mishrife en Syrie occidentale), dont les fouilles ont connu un essor spectaculaire depuis la fin des années 1990. Tell Umm el-Marra (Tuba ?), a livré récemment une tablette portant le sceau dynastique du roi mittanien Shaushtatar. La reprise des fouilles dans le Kurdistan irakien a conduit à la découverte du site de Kemune, sans doute l'ancienne cité de Zakhiku. Situé sur les bords du Tigre, il a pu être exploré en 2018 puis en 2022 en période de sécheresse. Il présente une importante cité du Mittani, avec des murailles puissantes, un palais, des complexes de stockage et d'artisanat, qui a aussi livré une dizaine de tablettes,. Les autres sites importants dominés par ce royaume en dehors de son cœur et qui n'ont pas ou peu fourni d'attestations de cette période sont Alep, Karkemish (Jerablus) sur l'Euphrate, Harran un peu plus à l'est, ainsi que Ninive et Assur sur le cours moyen du Tigre.
La documentation pour reconstituer l'histoire du Mittani provient en grande partie de royaumes extérieurs qui ont été les adversaires ou les alliés du Mittani, les Égyptiens et les Hittites, notamment les inscriptions rapportant les faits militaires des souverains de ces États, et aussi leur correspondance diplomatique, retrouvée à Tell el-Amarna (l'ancienne Akhetaton) pour les premiers et à Boğazkale (Hattusa) pour les seconds ; pour la fin de la période ce sont les sources assyriennes qui sont les plus importantes. En l'absence de liste royale, il est difficile de reconstituer la séquence des rois du Mittani avec certitude, et il n'y a pas de consensus sur celle-ci.

## Géographie et peuplement
Le royaume du Mittani se développe à partir d'un centre qu'on situe généralement dans la région du « triangle du Khabour », constituée du Khabour et de plusieurs de ses affluents, dans la région appelée actuellement Haute Djézireh, située à la jonction de plusieurs zones : montagnes et de leurs piémonts vers le nord ; vallées encaissées du Tigre, de l'Euphrate et de leurs affluents, qui sont rarement pérennes (les plus importants étant le Khabour et le Belikh) ; étendues semi-désertiques de la Basse Djézireh au sud, vers la plaine de Basse Mésopotamie ; la Syrie à l'ouest. 

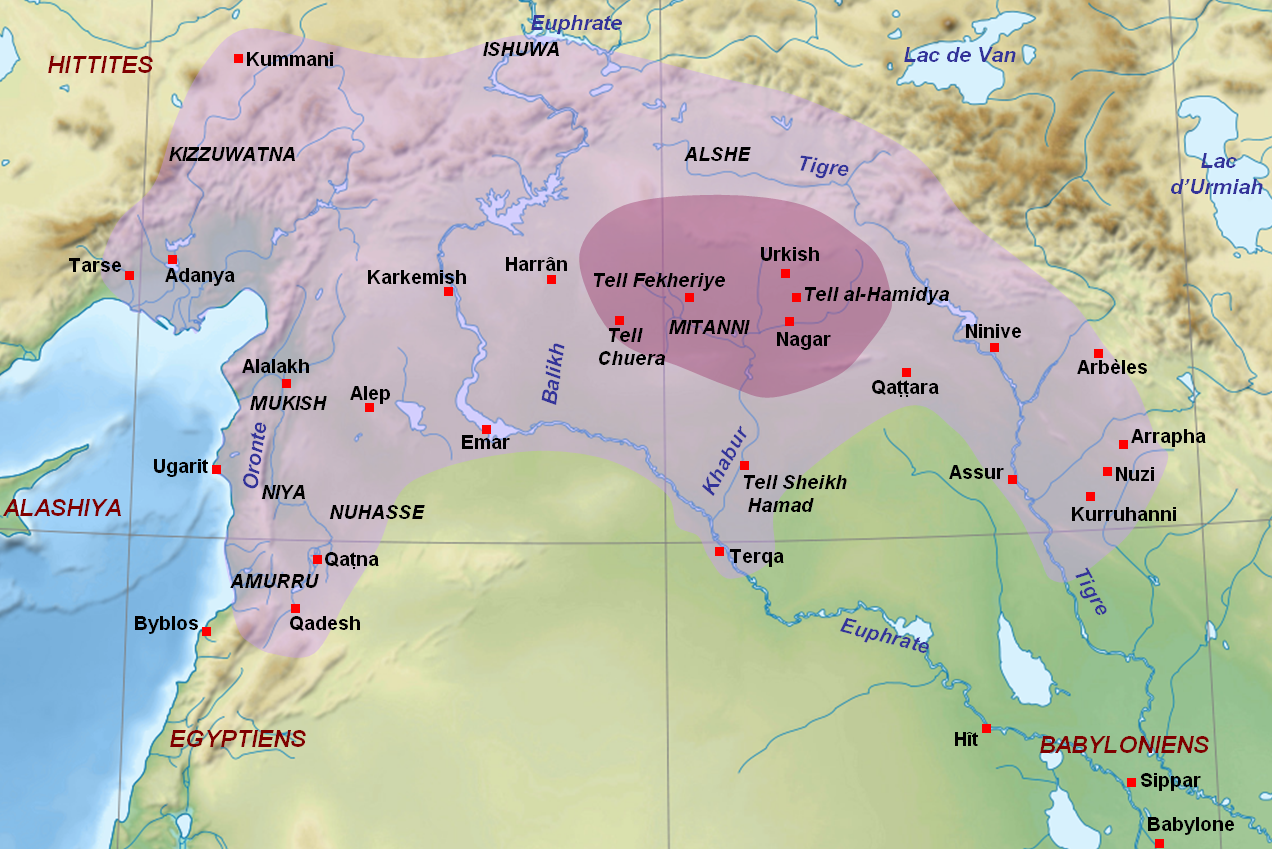
Carte représentant les limites approximatives des territoires soumis au royaume du Mittani à son apogée avant les offensives égyptiennes.
Les principaux sites antiques de la région du Khabour (avec les frontières actuelles).

Cette région longtemps convoitée par des royaumes extérieurs devient pour plus de deux siècles le centre d'un royaume puissant. Cet espace est peuplé en majorité de sédentaires, pratiquant une agriculture sèche, sans irrigation, même si cette pratique permet quelquefois d'améliorer les rendements sur certaines terres. Par contre, dans la frange sud, l'irrigation est nécessaire les mauvaises années. Les populations nomades (ou plus exactement « semi-nomades », une partie de la population étant sédentaire pendant une grande partie de l'année) sont également importantes dans ces régions au climat incertain. L'habitat du IIe millénaire est traditionnellement situé sur des sites en relief (tells), où on trouve des acropoles, entourées de zones d'habitation, alors que la vallée est mise en culture. Les derniers siècles du millénaire voient un changement s'amorcer avec l'installation progressive de plus en plus de villages dans les plaines, et plus largement un phénomène de dispersion de l'habitat, avec notamment la constitution d'établissements fortifiés, servant de centres d'exploitations et de districts (dimtu « tours » à Nuzi, dunnu « forts » par la suite en Assyrie), même si la plupart des anciennes cités subsistent. Mais des incertitudes demeurent, car la périodisation fournie par les prospections archéologiques est imprécise, distinguant mal les périodes du Mittani et du royaume médio-assyrien, alors qu'il est possible que des habitats des zones basses aient complètement disparu, tandis que des disparités régionales apparaissaient.
La population de cette région est plurielle du point de vue linguistique et ethnique, avec une forte composante parlant des langues sémitiques, mais elle est dominée par des populations parlant le hourrite, une langue dont le seul parent connu est l'urartéen (parlé par l'élite d'un royaume de l'Anatolie orientale et du Caucase méridional) de l'âge du fer. Elle était parlée sur une zone allant des monts Taurus et de la Méditerranée à l'ouest jusqu'aux monts Zagros à l'est. Les groupes parlant hourrite sont attestés en Haute Mésopotamie depuis la seconde moitié du IIIe millénaire av. J.-C. Ils sont une composante importante de la région durant la période paléo-babylonienne (première moitié du IIe millénaire av. J.-C.), leur langue étant alors appelée Subaréen, d'après le nom que les Mésopotamiens donnaient à une partie de la Haute Mésopotamie, Subartu. Le terme Ḫurri est plus courant par la suite pour désigner la langue et ceux qui la parlent, que les historiens modernes désignent comme les Hourrites. La culture hourrite reste mal connue, faute de sources. Les documents donnent surtout des informations sur leur religion, dont les principales divinités sont le dieu de l'Orage Teshub, sa parèdre Hebat, la déesse guerrière et astrale Shaushga (équivalent d'Ishtar),.

## Histoire politique et militaire

### La formation du royaume

#### La Haute Mésopotamie avant le milieu duIIemillénaire
La domination de la Haute Mésopotamie est un enjeu pour plusieurs des grandes puissances du Moyen-Orient durant la période paléo-babylonienne (XVIIIe siècle - XVIIe siècle), qui échouent toutes à s'y établir durablement : Ekallâtum (Royaume de Haute-Mésopotamie), Mari, Babylone puis Alep (Yamkhad), entre autres. Cette région est alors divisée entre plusieurs petites principautés, où s'affirment progressivement des princes hourrites, sans doute appuyés par des migrations de Hourrites arrivant depuis le nord. Au moment où les souverains hittites Hattusili Ier  et Mursili Ier mènent des expéditions dans la région à la fin du XVIIe siècle et au début du XVIe siècle avant notre ère, ils y rencontrent plusieurs principautés où l'élément hourrite est important ou prépondérant, situées entre Haut Euphrate et Haut Tigre, qu'ils affrontent ou avec qui ils s'allient : Hahhum, Hassuwa, Nihriya, Tikunani. Ces conflits ont donné naissance à des récits folkloriques hittites. Mursili Ier détruit les royaumes dominants de la période, Alep et Babylone, mais il doit faire face à des attaques d'ennemis désignés comme Hourrites quand il retourne dans son pays. Ces mêmes ennemis se retrouvent sous son successeur Hantili Ier, à un moment où la puissance hittite s'efface. Après la chute des deux dernières grandes puissances amorrites qu'étaient Alep et Babylone et le recul des Hittites, les sources sur la situation politique de la Haute Mésopotamie sont inexistantes pour plusieurs décennies.

#### Des origines obscures
Deux théories principales coexistent concernant les conditions de la formation du Mittani. Selon certains, ce royaume émerge dès la seconde moitié du XVIIe siècle ou le début du XVIe siècle, donc en même temps que les attaques des rois hittites Hattusili Ier et Mursili Ier, qui font mention d'une puissante coalition de souverains Hourrites en Syrie et même d'un « Roi des troupes hourrites », derrière lequel certains proposent de voir un ancêtre des rois du Mittani. Mais le terme Mittani n'apparaît pas dans ces documents. Pour d'autres, la création du Mittani serait consécutive aux campagnes des rois hittites, conséquence du vide laissé par ceux-ci, à la suite de la destruction du royaume d'Alep (Yamkhad) et de leur incapacité à conserver le contrôle sur la région,.
La chronologie de la période est très incertaine, et les durées de règne des premiers rois mittaniens ne peuvent pas être estimées autrement que de manière très vague. Le nom du royaume du Mittani apparaît pour la première fois dans une inscription datée du règne du pharaon Thoutmôsis Ier autour de 1500 av. J.-C., quand il mène des campagnes jusqu'à l'Euphrate. Une tablette scellée provenant de Hammam et-Turkman datant de la même période parle également d'un roi du Mittani. Il faut en déduire que le royaume s'est alors consolidé, et aurait déjà pris le contrôle d'Alep si on en juge par l'inscription d'Idrimi (voir plus bas). Un sceau dynastique utilisé par des rois du Mittani aux siècles suivants donne le nom d'un roi sans doute antérieur, Shutarna fils de Kirta, qu'il faudrait situer dans la première moitié du XVe siècle av. J.-C. C'est le plus ancien roi du Mittani connu, peut-être l'ancêtre de la dynastie, à moins que son père Kirta ait régné avant lui, voire encore avant le dénommé Maitta qui aurait donné son nom au royaume. Au plus haut, la fondation du Mittani remonterait aux dernières décennies du XVIe siècle av. J.-C..
Le processus de formation du Mittani reste donc inconnu, en l'absence d'autres sources. Une indication possible sur l'origine de la dynastie est l'usage de noms indo-aryens pour les souverains mittaniens (par exemple le nom Artatama serait un équivalent du védique ṛtá-dhāman « celui dont la demeure est le Rita »), en dépit du fait que ceux-ci soient alors identifiés comme hourrites. Des noms de même origine se retrouvent dans d'autres documents de la période provenant de Syrie, ce qui signifie que ce phénomène n'aurait pas concerné que le Mittani. D'autres indices montrent la présence d'un élément indo-aryen parmi l'élite du Mittani : l'aristocratie militaire du pays était composée de guerriers montant des chars, les maryannu, terme apparenté au sanskrit marya- signifiant « jeune homme » (le suffixe -nnu étant par contre hourrite), vocable que l'on retrouve dans les textes d'Alalakh et d'Ougarit, où ils semblent former l'élite de la société. On note la présence de plusieurs termes d'origine indo-aryenne dans un traité sur l'élevage des chevaux  retrouvé en pays hittite, mais attribué à un Hourrite, Kikkuli, ou encore la mention de plusieurs divinités indo-aryennes (Indra, Mitra, Varuna, les Nasatya) parmi les garants divins d'un traité signé entre un roi du Mittani et un roi hittite vers 1380. Il a été proposé que l'élite militaire du Mittani soit en partie issue d'une population de langue indo-aryenne venue d'Asie centrale, qui aurait dominé une population en majorité hourrite, à laquelle elle se serait mélangée progressivement. Néanmoins cette opinion répandue, qui renvoie aux anciennes hypothèses d'une « invasion indo-aryenne » dans le sous-continent indien, a trouvé des contradicteurs, car les éléments indo-aryens, certes indéniables, restent très limités, et le Mittani est incontestablement de culture hourrite ; la présence d'une élite guerrière conduisant des chars n'est pas spécifique à ce royaume, ni automatiquement imputable à une origine indo-aryenne.

#### Idrimi et Barattarna
| |  |  |
| Statue du roi Idrimi d'Alalakh et tablette du traité entre le même Idrimi d'Alalakh et Pilliya du Kizzuwatna. British Museum. |  |  |

La source majeure sur les débuts de la puissance mittanienne est l'inscription se trouvant sur une statue d'Idrimi, roi de la cité d'Alalakh, qui est proche de la côte syrienne. Ce texte rapporte la vie agitée de ce personnage dans les premières années du XVe siècle ou dans les décennies suivantes. Fils du roi Ilimilimma d'Alep, il dut fuir son pays avec ses frères à la suite de troubles dont la nature n'est pas précisée. Après des années d'exil, il réunit des troupes et parvient à reprendre pied à Alalakh, une ancienne dépendance d'Alep. C'est à ce moment qu'il dit s'être réconcilié avec le « Roi des guerriers du pays de Ḫurri », Barattarna (on trouvera aussi Parattarna), le roi du Mittani :

« Barattarna, le roi puissant, le roi des guerriers du pays de Hurri, m'avait traité en ennemi pendant sept ans. La septième année, j'ai envoyé Anwanda (messager d'Idrimi) en mission auprès de Barattarna, le roi des guerriers du pays de Hurri, et je lui ai rappelé les termes des traités de mes ancêtres, lorsqu'ils s'étaient alliés avec son pays, et que leurs actes avaient été plaisants pour les rois des guerriers du pays de Hurri, et qu'ils s'étaient jurés l'un l'autre un serment solennel. Lorsque le roi puissant entendit les termes du traité de nos ancêtres et leur serment mutuel, il respecta le traité. Suivant les dispositions de ce traité et les preuves considérables de ma loyauté, il accepta mes cadeaux de salutations. J'ai fait de nombreuses offrandes et je lui ai ramené une maison qu'il avait perdue. En tant que vassal loyal, je lui ai juré un serment de fidélité. Ainsi je suis devenu roi d'Alalakh. »

— Inscription d'Idrimi.
Ce passage — usant de langue de bois — indique que Barratarna est le souverain dominant en Syrie, et qu'un roi ne peut s'y installer sans son accord. Il est sans doute à l'origine des troubles à Alep qui ont chassé la dynastie d'Idrimi et sur lesquels ce dernier reste volontairement muet. Il lui permet de rester à Alalakh, après avoir passé un accord qui fait de celui-ci son vassal, comme leurs ancêtres (rois du Mittani et rois d'Alep) l'avaient fait auparavant. Idrimi est également connu par un traité de paix qu'il a conclu avec le roi Pilliya du Kizzuwatna, royaume qui s'est formé en Cilicie, entre les sphères d'influence du Mittani et des Hittites. Après avoir passé un premier accord avec le roi hittite Zidanza, Pilliya passe dans l'orbite du Mittani, puisque Barattarna est mentionné dans le traité avec Idrimi comme suzerain des deux contractants.

#### La consolidation du royaume
Barattarna a donc joué un grand rôle dans l'organisation de la puissance du Mittani. Il aurait régné au milieu du XVe siècle av. J.-C. Sa suzeraineté est aussi reconnue à Terqa, dans la région du Moyen Euphrate. Il domine la vallée du Khabour où se trouve le cœur de son royaume, ainsi que la Syrie, mais il est impossible de déterminer jusqu'où s'étend son influence à l'est. Le roi suivant, Shaushtatar, consolide la domination du Mittani. Il est connu par la documentation d'Alalakh où il est suzerain du roi Niqmepa, successeur d'Idrimi. Mais il est possible que cet essor oriental doive être attribué à un roi mittanien postérieur nommé lui aussi Shaushtatar, qui aurait régné vers la fin du XVe siècle. Selon l'autre reconstruction possible, il n'y a qu'un seul roi appelé Shaushatar, régnant autour de 1425, qui succède à Barattarna et éventuellement à son père, nommé Parsatatar, auquel succèdent peut-être d'autres rois, un Saitarna et un Barattarna II. La documentation est trop lacunaire pour avoir des certitudes, et les comparaisons avec les chronologies égyptienne et hittite laissent beaucoup d'incertitudes. En admettant qu'il n'y ait eu qu'un seul roi de ce nom, Shaushtatar est la principale figure des rois mittaniens connus, comme l'indique le fait que son sceau est employé comme sceau dynastique jusqu'au règne de Tushratta. Il est connu par des tablettes de plusieurs sites, documentant notamment des décisions juridiques qu'il prend. Son règne s'étendrait sur le dernier quart du XVe siècle av. J.-C.. L'expansion du royaume vers l'est lui est généralement attribuée, avec peut-être la conquête du royaume d'Arrapha, où se trouve la cité de Nuzi ayant fourni une abondante documentation pour la période mittanienne, dont une missive de Shaushtatar au souverain local, Itkhi-Teshub. C'est peut-être également de ce règne qu'il faudrait dater la prise d'Assur mentionné ; mais le fait que les rois du Mittani aient jamais exercé une domination durable sur la cité d'Assur est discuté, car les traces de leur emprise sur celle-ci sont très ténues,,.

### Organisation politique et sociale

#### La famille royale
Il y a très peu d'informations sur la famille royale hourrite : en dehors des souverains, on connaît quelques noms de pères de souverains dont on ne sait pas s'ils ont eu le statut de roi, d'une seule reine Yuni l'épouse de Tushratta (qui correspond directement avec la reine-mère égyptienne Tiyi selon la lettre d'Amarna EA 26), et des trois princesses mariées à des rois égyptiens (une dont le nom est inconnu qui épouse Thoutmosis IV, Gilu-Heba puis Tadu-Heba qui épousent Amenhotep III). La succession sur le trône se fait généralement de père en fils, mais il est possible que ce principe successoral n'ait pas été la règle puisque d'autres cas sont attestés (mais ils sont minoritaires). Les membres de la famille royale portent des noms hourrites, et lorsqu'ils accèdent au pouvoir ils prennent un nom de trône indo-aryen. Le principe dynastique ressort dans l'emploi d'un sceau dynastique, celui de Shaushtatar, par les successeurs de ce dernier jusqu'à Tushratta. La lettre d'Amarna EA 19 indique également que Tushratta entreprend à ce moment la construction d'un mausolée (karašku) pour son grand père (Artatama), et demande de l'or au roi égyptien pour cela. La vie de la cour mittanienne n'est pas connue faute de documentation. La seule archive officielle provient de Tell al-Hamidiya/Taidu, alors qu'elle est probablement la capitale du Hanigalbat dans les années de la chute du Mittani. Les tablettes documentent des livraisons de bière à des visiteurs étrangers entretenus par le palais, entre autres des gens d'Alashiya (Chypre), Arrapha, l’Égypte et Ougarit. Le palais royal de ce site a sans doute été mis au jour sur une grande terrasse comprenant un édifice monumental, mais il est très érodé et seules quelques pièces ont pu être dégagées.

#### Administration
Le fonctionnement du royaume du Mittani est très mal connu, même à son apogée durant la seconde moitié du XVe siècle av. J.-C., en l'absence d'archives administratives. Les informations doivent être glanées d'un nombre réduit de documents et sont donc limitées. Ce royaume semble être une sorte de confédération dominée par le roi du Mittani, un des « Grands Rois » (akkadien šarru rabu) du Proche-Orient de la seconde moitié du IIe millénaire (au même titre que ceux d'Égypte, de Babylone, des Hittites). Il domine un ensemble hétérogène d'entités politiques, sans doute soumises à des formes de dominations variées. Le royaume comprend des provinces (ḫalṣu) administrées directement et confiées à des gouverneurs (hourrite ḫalzogli ?), comme à Alep. Il comprend ensuite des royaumes vassaux, comme Alalakh et Arrapha. Certaines cités de la région du Moyen Euphrate étaient administrées par des institutions communales, avec une sorte d'assemblée de notables locaux (c'est le cas à Emar, Basiri, sans doute aussi à Ekalte et Azû) qui traitaient directement avec le grand roi,,. Les textes officiels comme privés, rédigés en cunéiforme sont majoritairement en akkadien, langue sémitique qui est traditionnellement employée pour écrire en Syrie et en Haute Mésopotamie, certes souvent mâtiné de hourrite (on a pu parler de « hourro-akkadien »). Cette langue peut aussi être employée par l'administration mittanienne. Malgré le peu de textes officiels disponibles, ils semblent relativement homogènes dans la sphère mittanienne, ce qui pourrait indiquer une forme d'harmonisation des pratiques des scribes voulue par le pouvoir. 
Les vassaux du Mittani devaient disposer d'une grande latitude dans leur organisation et leurs affaires internes, comme paraissent le montrer les archives d'Alalakh et de Nuzi. Mais ils pouvaient subir les conséquences de leur insubordination : ainsi le préambule historique du traité entre Talmi-Sharruma d'Alep et le roi hittite Muwatalli II mentionne une redistribution de terres frontalières par un roi du Mittani à Ashtata et Nuhasse aux dépens d'Alep à la suite de la révolte de cette dernière (sans doute une référence aux événements ayant conduit à la fuite d'Idrimi d'Alep et son installation à Alalakh). De plus, le traité entre Idrimi d'Alalakh et Pilliya du Kizzuwatna est placé sous le patronage du roi Barattarna, qui a donc un regard sur les rapports entre ses subordonnés. Le roi mittanien intervenait donc dans les affaires de ses vassaux pour certains cas et arbitrages importants. Cela concerne aussi les affaires impliquant les individus disposant du statut de ḫanigalbatutu, « citoyen du Hanigalbat » (voir ci-dessous). Des dignitaires du Mittani émettent aussi des demandes officielles aux vassaux, comme l'indiquent plusieurs missives d'Alalakh concernant des litiges judiciaires dans lesquels intervient le pouvoir mittanien, par exemple sur la propriété d'un homme ou pour capturer des hommes et les envoyer aux autorités mittaniennes. Les tablettes de Nuzi sur les relations entre le royaume local, Arrapha, et le suzerain mittanien montrent qu'elles ont à gérer la question des gens originaires d'un royaume lorsqu'ils résident ou se déplacent dans l'autre. Arrapha doit notamment héberger et entretenir des dignitaires et des troupes du Mittani qui y sont de passage. Des soldats du Mittani sont également déployés à Arrapha lorsque ce pays subit l'invasion assyrienne qui devait lui être fatale. Une archive de Nuzi concerne d'ailleurs un officier mittanien nommé Ila-nishu, qui y réside avec sa famille. Le Mittani prélevait également un tribut, mais c'est peu documenté : à Emar, la communauté locale vend certains de ses propres domaines pour payer une contribution (arana) au roi hourrite,. D'un autre côté, il octroyait des terres à ses fidèles, comme l'indique le cas de la modification du domaine d'Alep mentionné plus haut, et les deux tablettes de Tell Bazi qui documentent une donation royale de terres aux gens de Basiri.

#### Statuts sociaux
La puissance militaire du Mittani repose sur une élite guerrière, les maryannu, spécialisés dans l'usage des chars de combat. Ils se retrouvent dans toute la sphère d'influence hourrite, puisqu'ils sont attestés dans les textes d'Alalakh, de Nuzi (où ils sont plutôt appelés en akkadien rākib narkabti, « conducteurs de chars ») et aussi d'Ougarit et de Qatna. Ils occupent la position la plus haute dans la société et disposent souvent de domaines importants. Ce statut semblant apporter des privilèges, comme des exemptions de corvées (mais pas partout). C'est ce groupe qui fournit les cadres de l'élite dirigeante, caractérisée par sa proximité avec le roi. Il s'agit donc en quelque sorte de la « noblesse ». Ce groupe semble proche du reste de la population, puisqu'il s'en trouve dans pratiquement chaque village ou hameau documenté,,.  
La majorité de la population libre des pays dominés par le Mittani, les gens du commun, sont désignés par le terme ḫupšu, terme d'origine sémitique qui désigne à l'origine les hommes soumis à conscription. Ils apparaissent surtout dans les textes comme des paysans, des fantassins, des corvéables (la documentation de Nuzi emploie aussi l'expression ālik ilki, « celui qui va au service »/« sujet à corvée »). Les documents des royaumes d'Alalakh et d'Arrapha documentent aussi deux autres groupes sociaux. D'abord ceux appelés egelli, šūzubbu ou encore nakkošše, qui exercent des métiers spécialisés dans l'artisanat ou d'autres professions comme conducteur de char ou dresseur de chevaux. Ce sont donc des gens qui ont des compétences demandées par l'élite, pour laquelle ils remplissent des obligations (et reçoivent sans doute des terres en échange, mode de rémunération courant dans le Proche-Orient ancien). Ensuite les catégories plus démunies, appelés aššabu (« résidents ») à Nuzi et ḫaniaḫḫe à Alalakh. Cette condition semble caractérisée par l'absence de propriété, peut-être parce qu'elle a été perdue, mais ils sont quand même soumis à la conscription et au service de l’État. Le fait que ces classes se retrouvent aux deux extrémités des pays dominés par le Mittani pourrait selon E. von Dassow indiquer qu'il s'agit d'une catégorisation voulue par le pouvoir mittanien et imposée à ses vassaux. Ces catégories sont en bonne partie définies par la nature de leur relation au pouvoir et des services qu'elles lui rendent. Cela ressort en particulier de tablettes recensant des individus en fonction de leur classe, pour des besoins de conscription.  
Certains sujets du Mittani disposent du statut de ḫanigalbatutu, « citoyen du Hanigalbat », attesté par des textes d'Alalakh, d'Umm el-Marra et de Tell Brak. C'est manifestement une position enviable, puisque la tablette d'Alalakh montre qu'un homme se prévaut (à tort) de disposer de ce statut pour s'exonérer du service du roi local. Ce statut politique est octroyé et confirmé par le roi, qui émet des actes officiels avec son sceau pour servir de preuve. Les tablettes de Tell Brak et d'Umm el-Marra montrent que des gens disposant de ce statut pouvaient l'obtenir du roi pour leurs proches, y compris dans des pays vassaux, ce qui indique que le ḫanigalbatutu n'est pas réservé qu'aux natifs du Hanigalbat,. Ce statut ne semble pas non plus lié à celui de maryannu.

### Les rivalités contre l'Égypte et les Hittites
Le royaume du Mittani est confronté à plusieurs menaces venant de l'extérieur : au nord les Hittites, dont le centre du royaume est en Anatolie centrale, et qui étendent leur sphère d'influence en direction de la Syrie ; au sud-ouest les Égyptiens, qui ont des prétentions sur la Palestine et même la Syrie méridionale. Les contacts entre les rois du Mittani et la quatrième grande puissance de l'époque, la Babylonie, dirigée par la dynastie kassite, nous échappent totalement. Les relations internationales mittaniennes n'apparaissent que dans des sources extérieures à ce royaume, à l'exception des lettres d'Amarna envoyées par Tushratta en Égypte qui sont les seules à présenter des événements de ces périodes du point de vue du Mittani. Pour le reste, les sources proviennent des Hittites et des Égyptiens, avant tout par les inscriptions de leurs rois, qui ne se préoccupent pas toujours de mentionner quel était leur rival, ce qui rend difficile la reconstitution de l'histoire du Mittani. La documentation est plus abondante et précise après la période des lettres d'Amarna et des conflits contre le roi hittite Suppiluliuma Ier, marquant le début du déclin du Mittani.

#### Les guerres contre l’Égypte

La situation politique au Moyen-Orient au début de la période couverte par les Lettres d'Amarna, début du règne de Tushratta.

Le Mittani (sans doute sous Barattarna et peut-être Shaushtatar) a dû faire face à un moment aux incursions du roi hittite Télipinu, qui avait attaqué Hassuwa sur le Haut Euphrate et conclu un accord avec le roi Ishputashu du Kizzuwatna. Un des successeurs de ce dernier, Pilliya, rejette finalement la tutelle hittite, pour se ranger sous la coupe du Mittani, qui profite du recul de l'influence de son rival anatolien, empêtré dans des troubles internes durant les décennies qui suivent. Mais aussitôt ce rival disparu, un nouveau surgit au sud : les rois d'Égypte, qui ont placé la Palestine sous leur coupe, portent désormais leurs ambitions de conquête sur la Syrie. Thoutmôsis Ier lance au tournant du XVe siècle des incursions en direction de la région de l'Euphrate et atteint peut-être ce fleuve. Comme vu plus haut, c'est sous son règne que le Mittani est mentionné pour la première fois dans un texte égyptien.
Après une pause pendant la régence de la reine Hatchepsout, qui permet peut-être au Mittani (sous Shaushtatar ?) d'étendre son influence vers le sud en soutenant la révolte du roi de Qadesh, Thoutmôsis III désire rétablir la puissance égyptienne au Proche-Orient, aussitôt après avoir commencé son règne effectif. Il met en déroute le roi de Qadesh et sa coalition à Megiddo. Au cours de ses expéditions suivantes en Syrie, il fait face à plusieurs reprises à des révoltes soutenues par le roi du Mittani, mais parvient malgré tout à remporter plusieurs succès et à étendre la domination égyptienne. Ses troupes parviennent jusqu'à l'Euphrate, atteignant Karkemish. Les armées mittaniennes auraient même été vaincues près d'Alep, seul affrontement connu entre les deux grandes puissances. Mais les nombreuses campagnes de Thoutmôsis III n'ont pas entamé l'autorité de son adversaire sur ses vassaux syriens, qui se soulèvent à plusieurs reprises contre l’Égypte. Le fait que les campagnes égyptiennes atteignent des lieux situés de moins en moins au nord pourrait indiquer qu'elles reculent, voire qu'elle ont essuyé des revers qui sont tus dans la propagande royale. Amenhotep II intervient encore dans la région.
Le nom des rois du Mittani qui font face à ces expéditions ne peuvent être que supposés, car ils ne sont pas nommés dans les inscriptions égyptiennes qui sont nos seules sources sur ces affrontements. Ils sont peut-être à situer vers la fin du règne de Barattarna, ou avec plus de probabilité sous celui de Shaushtatar, voire sous le très mal connu Parshatatar qui aurait régné entre les deux.

#### Conflits contre les Hittites et paix avec l’Égypte
Les attaques de Thoutmôsis III ont pu coïncider ou précéder de peu le retour des Hittites en Cilicie et en Syrie du Nord. Leurs rois Tudhaliya Ier et Tudhaliya II (qui n'ont peut-être fait qu'un) ramènent le Kizzuwatna dans leur orbite, le soustrayant ainsi à l'emprise du Mittani ; dans la foulée, les troupes hittites atteignent Alep qu'ils prennent temporairement, et sont peut-être aussi responsables d'une destruction identifiée à Alalakh. Un récit en hourrite mise au jour sur le site hittite de Kayalıpınar pourrait aussi faire référence aux conflits ayant opposé les deux puissances pour la domination du Kizzuwatna. Arnuwanda Ier finit par annexer le Kizzuwatna. Mais le Mittani a sans doute réagi, sous l'impulsion de Shaushtatar. Il est fort possible que les conflits opposant alors les Hittites à l'Ishuwa, royaume situé sur le Haut Euphrate, s'accompagnent de la bienveillance voire du soutien du roi hourrite pour les seconds,. 
Le règne d'un Barattarna II attesté par un seul document de Nuzi (annonçant sa mort) serait à situer après, avant le règne d'Artatama Ier, dans la première partie du XIVe siècle av. J.-C. (il est contemporain de Thoutmôsis IV). Quoi qu'il en soit, les années suivantes voient la situation du Mittani s'améliorer. D'un côté, le royaume hittite entre dans une crise grave, en raison des attaques simultanées de plusieurs peuples d'Anatolie, et ne peut plus agir en Syrie. De l'autre côté, l'Égypte, qui avait sans doute conclu un premier accord avec les Hittites, finit par s'allier avec le Mittani, à l'époque d'Artatama et de Thoutmôsis IV. Une des lettres d'Amarna rappelle le mariage du second avec une fille du premier. Le roi hourrite suivant, Shutarna II, poursuit cette alliance en donnant sa fille Giluhepa en mariage au nouveau pharaon, Amenhotep III. C'est sous son règne que la crise du royaume hittite semble être à son maximum, et il a peut-être soutenu des actions contre celui-ci.

#### Les troubles à la cour et la scission dynastique

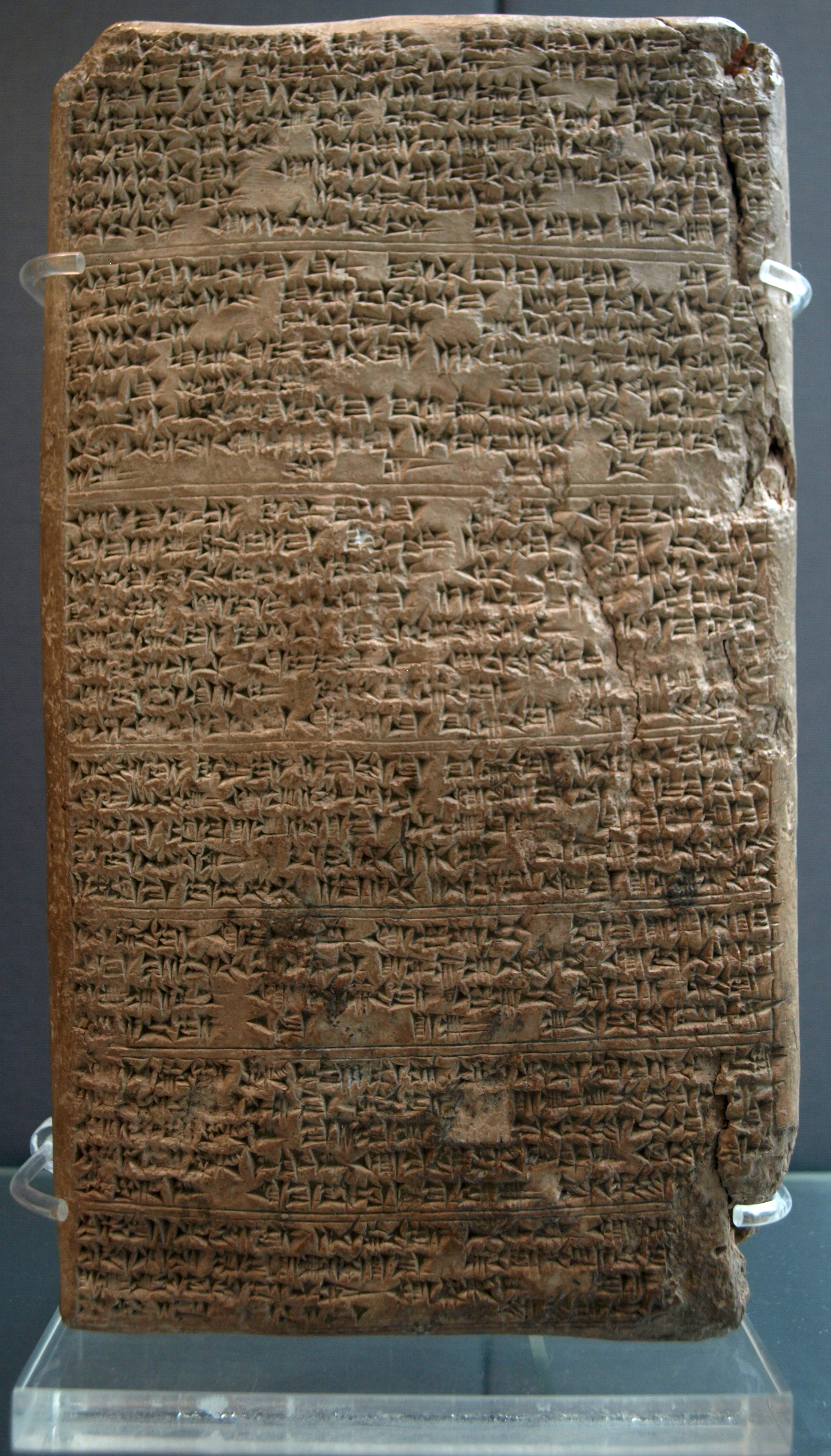
Une des lettres d'Amarna envoyée par Tushratta à Amenhotep III, concernant le mariage de sa fille Tadu-Heba, British Museum.

La période suivante, qui correspond en gros à la seconde moitié du XIVe siècle, est mieux connue car contemporaine des lettres d'Amarna et de plusieurs documents hittites. Le successeur de Shutarna II, Artashshumara, est assassiné par un certain UD-hi/Uthi/Pirhi (le nom est mal compris), sans doute un haut dignitaire de la cour ou alors un prince. Le trône échoit néanmoins au prince Tushratta (frère du roi déchu), qui n'a apparemment aucune responsabilité dans l'assassinat. Cela provoque une scission au sein de la famille royale, avec la mise à l'écart d'un autre prince prétendant à la royauté, Artatama (II) (peut-être le responsable de l'assassinat), qui cherche l'appui des ennemis habituels du Mittani, notamment les Hittites. Il y a dès lors deux branches de la famille royale qui se disputent le pouvoir. Dans une lettre à Amenhotep III, Tushratta proclame avoir fait assassiner ceux qui ont mis à mort Artashshumara, rétabli la stabilité dans son royaume. Il dit aussi avoir repoussé une attaque hittite, offrant certaines des prises de guerre à son allié.
Les lettres envoyées par Tushratta à son homologue égyptien, à la reine Tiyi et à leur fils Amenhotep IV/Akhenaton montrent que les relations entre les deux cours sont très amicales, marquées par de nombreux échanges de présents, ainsi que le mariage entre Tadu-Heba, fille de Tushratta, et Amenhotep III puis Amenhotep IV à la mort du précédent. Les négociations de ce mariage, dans lesquelles l'« ambassadeur » mittanien Mane joue un rôle important, et la constitution de la dot sont connues par plusieurs lettres.
Tushratta bénéficie pendant la première partie de son règne de l'absence de la menace hittite. Mais la reprise en main du royaume anatolien par Suppiluliuma Ier marque un tournant car elle est suivie par son retour fracassant dans les affaires syriennes.

### Déclin et fin du Mittani

#### Les guerres syriennes de Suppiluliuma
Suppiluliuma prépare pendant plusieurs années son attaque contre le Mittani et ses dépendances syriennes, qui sont son principal objectif. Il utilise les dissensions au sein de la dynastie, puisqu'il passe un accord avec Artatama, laissé de côté après l'assassinat d'Artashumara. La reconstitution des événements est complexe, car elle repose surtout sur les dires du roi hittite qui prétend avoir soumis les royaumes syriens en un an, des lettres d'Amarna et de Qatna (à ce moment-là plutôt dans l'orbite égyptienne, et détruite dans ces conflits) présentant un autre éclairage. Selon les propositions de J. Freu, il bat d'abord l'Ishuwa, ce qui lui ouvre la voie vers le Mittani, face auquel il semble essuyer un échec, après quoi Tushratta semble se rendre en Syrie où il réaffirme sa domination. La deuxième tentative du roi hittite est plus fructueuse, puisqu'il lance une offensive en plein cœur du triangle du Khabour, et parvient dans la région de Washshukanni, qu'il n'a pas forcément prise. Tushratta a évité l'affrontement, mais reste impuissant quand Suppiluliuma mène ses troupes en Syrie, où il tente de faire passer dans son camp par la force ou par la négociation les vassaux du Mittani, et aussi de l'Égypte. L'ordre qui régnait précédemment est bousculé. Mais divers conflits avec les principautés syriennes, appuyées sans efficacité par le roi égyptien Akhenaton, le retiennent encore pendant plusieurs années, lui permettant de consolider sa domination sur la Syrie.
C'est vers cette période que Tushratta est assassiné et renversé, peut-être par son propre fils Shattiwazza (anciennement lu Mattiwazza). Mais cette affaire avantage d'autres personnes. Le fils d'Artatama, Shutarna III, prend le pouvoir à Washshukanni. Une partie de l'élite du Mittani s'exile alors en Babylonie, où elle est mal reçue. Le fils de Tushratta, Shattiwazza, se range finalement du côté de Suppiluliuma contre ses adversaires, comme l'indique le prologue du traité passé entre le prince mittanien et le roi hittite, qui s'accompagne du mariage du premier avec une fille du second :

« Je suis tombé aux pieds de Sa Majesté, Suppiluliuma, Grand Roi, Roi du Hatti, Héros, Aimé du Dieu de l'Orage. Il me prit par la main, se réjouit pour moi et me questionna longuement sur toutes les coutumes du Mittani. [Quand] il eut écouté longuement [les coutumes] du Mittani, le Grand Roi et Héros me dit : « Si je soumets Shuttarna et [les troupes] du Mittani, je ne te rejetterai pas et je ferai de toi mon fils, je te soutiendrai et te placerai sur le trône de ton père. Et les Dieux connaissent Ma Majesté, Suppiluliuma, Grand Roi, Roi du Hatti, Héros, Aimé du Dieu de l'Orage. Il ne revient pas sur ses paroles. » »

— Traité entre Shattiwazza et Suppiluliuma, version de Shattiwazza

#### L'émancipation et l'expansion assyriennes

La situation politique du Moyen-Orient au début du, après la destruction du Mittani.

L'affaiblissement du Mittani a profité à deux de ses anciens vassaux, l'Alshe et surtout l'Assyrie, emmenée par son roi Assur-uballit Ier (v. 1353-1318) qui correspond alors d'égal à égal avec Akhenaton dans ses lettres mises au jour à Amarna. Le royaume d'Arrapha est alors détruit à la suite des attaques assyriennes, mais peut-être aussi babyloniennes. Artatama II et Shutarna III utilisent alors le trésor de Washshukanni pour se rallier à eux l'Alshe et l'Assyrie. Mais cela ne les protège pas de la contre-offensive des Hittites, qui se sont emparés de plusieurs royaumes syriens, dont celui de Karkemish, où est intronisé le prince hittite Sharri-Kushukh, qui conduit ensuite ses troupes jusqu'à Washshukanni. Shattiwazza y est installé comme roi, comme il lui avait été promis, avec son épouse hittite comme reine, et il conclut le traité faisant de lui un vassal majeur de Suppiluliuma, puis de son fils Arnuwanda II ; les introductions des deux versions connues du texte nous donnent les détails des événements ayant conduit à son avènement. Shutarna III s'est peut-être retiré sous la protection des Assyriens.
La situation politique tourne ensuite en faveur des Assyriens, même s'il semble que les derniers rois du Mittani (que les Assyriens appellent Hanigalbat, terme qui apparaissait déjà dans les tablettes de Nuzi) descendent de Shattiwazza. Shattuara Ier, allié aux Hittites au début de son règne, finit par passer sous la coupe du roi assyrien Adad-nerari Ier, qui menace sérieusement Muwatalli II. Les Assyriens étendent alors leur domination jusqu'à l'Euphrate, face à Karkemish. Le roi mittanien suivant, Wasashatta, rejette la tutelle assyrienne, et demande l'appui des Hittites. Le roi assyrien d'alors, Adad-nerari Ier (v. 1308-1275), réagit vigoureusement :

« Ensuite Wasashatta, son fils (de Shuttuara) se révolta, il entreprit une rébellion contre moi et engagea des hostilités. Il alla au pays de Hatti pour obtenir de l'aide. Le Hittite prit ses cadeaux mais ne fournit aucun secours. Grâce aux puissantes armes du dieu Assur mon seigneur [...] je m'emparai et saisis sa cité royale de Taidu et les cités d'Amasaka, Kahat, Suru, Nabula, Hurra, Shaddulu et Washshukanni. Je pris et transportai à ma cité d'Assur les biens de ces cités, les richesses accumulées par ses pères et le trésor de son palais. »

— Introduction historique d'inscriptions d'Adad-nerari Ier

#### La fin du Mittani
Par la suite Shattuara II, soutenu par les Hittites, tente encore de repousser les Assyriens, mais leur nouveau roi Salmanazar Ier (v. 1275-1245) le chasse à son tour. Celui-ci, plutôt que de réanimer la dynastie mittanienne une nouvelle fois, décide de déposséder celle-ci de tout pouvoir en plaçant le Hanigalbat sous son contrôle direct. La région est alors devenue un terrain d'affrontement entre Hittites et Assyriens. Tukulti-Ninurta Ier (v. 1245-1208) remporte une victoire décisive sur les Hittites, qui assoit la domination assyrienne sur la région, et met fin à toute possibilité de retour d'éventuels prétendants au trône du Mittani, désormais sans appui politique dans la région qui était le cœur de leur royaume.
Après son annexion, le Hanigalbat fait alors l'objet d'une réorganisation profonde par les Assyriens, qui y créent plusieurs provinces avec leurs centres administratifs, parfois sur l'emplacement d'anciennes villes du Mittani, et mettent en valeur des terroirs agricoles, comme cela est attesté autour de Dur-Katlimmu (Tell Sheikh Hamad). La documentation extraite des centres provinciaux assyriens montre l'importance du Hanigalbat pour ce royaume. Cet ensemble est placé sous la responsabilité d'un haut dignitaire issu d'une branche collatérale de la famille royale, le « grand ministre » (sukkallu rabu), qui prend aussi le titre de « roi du Hanigalbat ». Ce titre se transmet au sein d'une même lignée, avant que l'un de ses membres ne prenne possession du trône assyrien, à la suite d'un coup d'État. Des groupes hourrites sont toujours attestés à cette période, menant des raids perturbant les régions dominées par les Assyriens, où ils apparaissent peut-être sous le nom de « Subriens », mais aussi dans la sphère hittite, puisqu'une attaque menée par un « roi des guerriers hourrites » est mentionnée dans la documentation d'Emar dans la seconde moitié du XIIIe siècle. Par la suite, plusieurs princes hourrites s'affirment peut-être face au lent déclin du pouvoir assyrien, mais ce sont finalement de nouveaux venus, les Araméens, qui prennent l'ascendant durant les dernières décennies du IIe millénaire.

## Culture matérielle
Les territoires soumis au Mittani sont encore mal documentés. Nos connaissances ont reposé pendant longtemps sur les sources provenant de deux sites, majeurs mais périphériques dans le royaume, Alalakh et Nuzi. L'essor des fouilles dans le nord de l'Irak (Tell Rimah) et la Syrie (avant tout Tell Brak, puis Tell Mozan, Tell Chuera, Tell Mohammed Diyab, Tell al-Hamidiya, Tell Sheikh Hamad, Tell Ashara, etc.) a permis de les compléter progressivement pour les populations ayant vécu à la période de domination du Mittani. La culture matérielle de cette période reste cependant encore mal connue et peu étudiée, en particulier dans le centre du royaume. Tout un pan de celle-ci n'est pas ou quasiment pas attestée, comme les objets précieux évoqués dans la dot de la princesse Taduhepa consignée dans une des lettres d'Amarna. Pour ce qui peut être observé, elle est marquée par les héritages des périodes précédentes, des influences syriennes et mésopotamiennes fortes, mêlées à d'autres venues d'Anatolie ou d'Égypte, le tout dans un contexte de grande diversité culturelle entre les régions dominées par le Mittani, qui donnent l'impression d'une certaine hétérogénéité. Il en résulte que les historiens de l'art débattent quant à savoir s'il a existé un art mittanien, ou du moins hourrite, à proprement parler, ce qu'il reste difficile de trancher faute de documentation,.

### Architecture
Du peu de fouilles effectués concernant le cœur du royaume de Mittani, on peut relever quelques bâtiments notables.
À Tell al-Hamidiya, peut-être l'antique Taidu (donc une des capitales du Mittani), un niveau du Bronze récent a été mis au jour et attribué par ses fouilleurs à la période du Mittani. Entouré d'une muraille englobant environ 245 hectares, il est dominé par un tell (« terrasse résidentielle ») servant de centre de pouvoir, où se trouve notamment un vaste complexe palatial (38 000 m2) de forme originale : il est bâti sur quatre terrasses superposées de tailles décroissantes, et accessible par une longue rampe (schéma rappelant la disposition des ziggurats du sud mésopotamien). Le palais central à proprement parler (un palais royal mittanien ?) est très érodé et seules quelques pièces ont pu être repérées. Deux autres édifices palatiaux plus petits ont été partiellement dégagés au sud de la terrasse résidentielle. Sur l'autre site de la région du Khabour qui pourrait correspondre à une capitale du Mittani, Tell Fekheriye (Washshukanni ?), des traces d'une construction monumentale de cette période ont été repérées, sous des résidences d'époque médio-assyrienne qui l'ont remplacée.

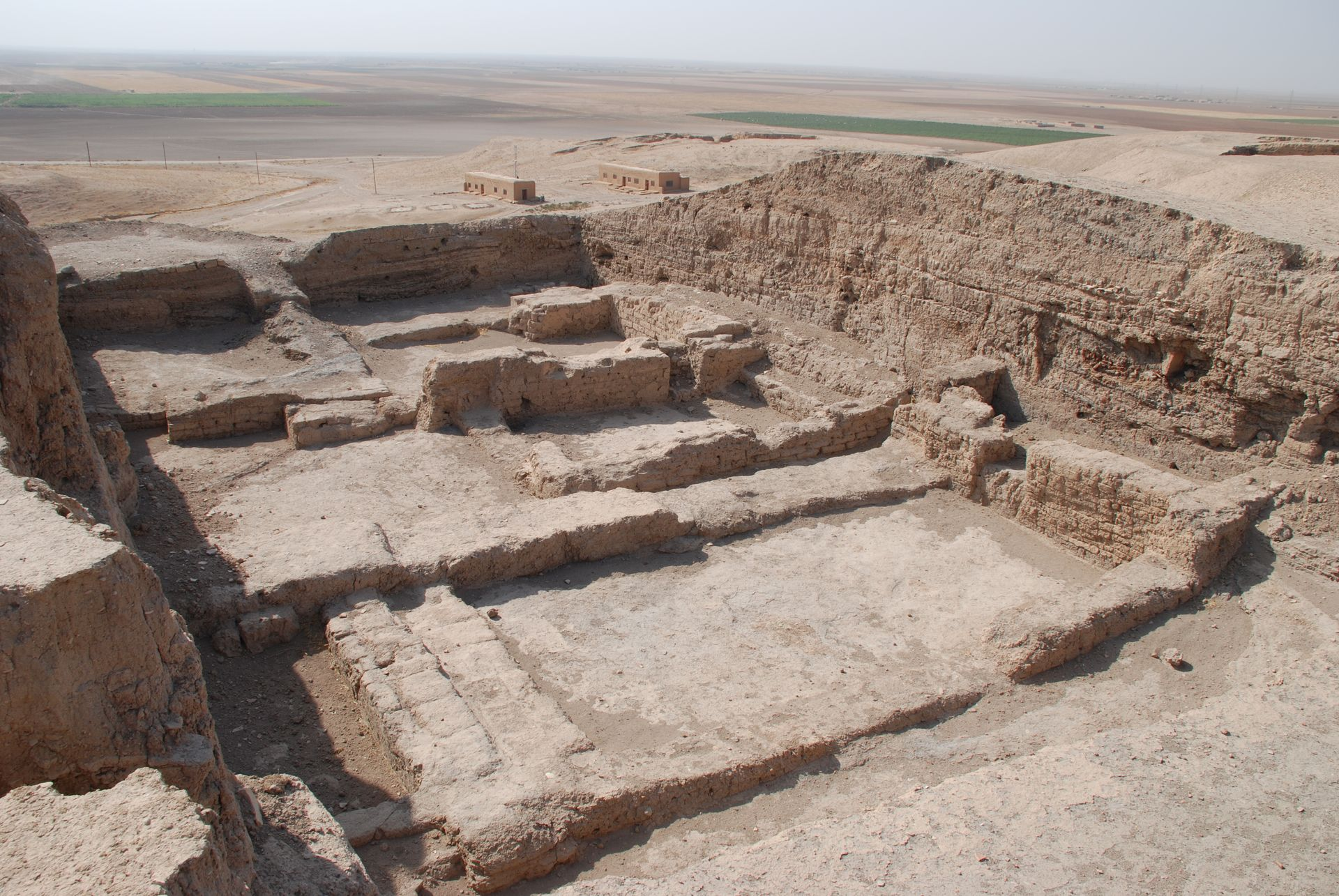
Ruines du palais d'époque du Mittani à Tell Brak.

La zone HH de Tell Brak comprend un groupe monumental daté de l'époque du Mittani. Le monument majeur est un palais-forteresse dont la première forme est datée du XVIe siècle, avant d'être reconstruit au siècle suivant, après une destruction. Il présente une organisation unique en son genre. Il est organisé autour d'une cour centrale au sud, qui est une grande pièce de réception ; au nord se trouve une autre grande cour, qui ouvre à l'est sur des cuisines et magasins ; il y avait probablement un étage supérieur servant de résidence. On y a retrouvé des objets en verre, faïence, des vases en albâtre, du mobilier et deux tablettes inscrites en hourrite. Le palais est jouxté par un petit temple (16 × 18 mètres) disposant d'un décor à semi-colonnes engagées, type de décor déjà présent sur ce site et sur d'autres de la région (Tell Rimah, Tell Leilan) à la période précédente, et qui se trouvait aussi sur le niveau le plus ancien du palais-forteresse. Quelques résidences de cette époque ont également été fouillées.
Sur le site de Tell Rimah, le grand temple avec ziggurat, qui date de la période amorrite, est toujours restauré, et des traces d'un palais, ainsi que des résidences de cette période, ont été mises au jour. Tell Mohammed Diyab présente un niveau (le 4e) qui est datable de l'époque mittanienne, constitué d'une construction de type palatial. Ces sites semblent tous détruits lors de la conquête des Assyriens, et sont parfois réoccupés et remaniés.
Plus à l'est, dans la vallée du Tigre, un palais attribué à la période du Mittani a été dégagé en 2018 sur le site de Kemune, dans le Kurdistan irakien. Le reste du site a fait l'objet de brèves fouilles à l'hiver 2022 qui ont permis de retrouver son organisation, avec des murailles épaisses, et d'autres complexes comprenant des magasins et des espaces artisanaux.
Les sites périphériques d'Alalakh et Nuzi sont une nouvelle fois les mieux documentés.
Nuzi est le site sur lequel le plus de bâtiments ont été dégagés. Le mieux connu est le grand palais de plus de 120 mètres de long, qui a pu servir de résidence à un gouverneur ou bien à des membres de la famille royale d'Arrapha (de façon temporaire ?). Son organisation a pu être retrouvée de façon assez assurée : l'accès s'y fait par une première cour au nord, qui donne accès vers le sud à une vaste cour centrale organisant l'édifice. La partie nord semble destinée à des fonctions administratives (bureaux, magasins, peut-être des résidences de fonctionnaires). La grande cour ouvre vers le sud-ouest sur une première salle allongée conduisant à une seconde de même forme, identifiée comme la salle de réception. Les appartements des maîtres du palais se trouvent au sud, même si leur résidence est sans doute à localiser à l'étage. On est donc en présence d'une division de l'édifice entre espace public/administratif et espace privé, comme cela se trouve au millénaire suivant dans les palais assyriens. Des restes de pavage ont été retrouvés dans plusieurs pièces, ainsi qu'un système de drainage élaboré, et des fragments de peinture murales dans la partie résidentielle. Plusieurs temples ainsi que des résidences ont également été mis au jour lors des fouilles de ce site.
À Alalakh, la période de domination correspond au niveau IV, représentée par un palais royal attribué à l'époque du roi Niqmepa, fils d'Idrimi. Le plan de la partie principale de l'édifice est classique : un espace central autour duquel s'organisent plusieurs unités de pièces d'administration et de stockage. Son aspect le plus original est son entrée monumentale, constituée d'un portique à colonnes, ouvrant sur des escaliers conduisant au palais. Elle préfigure les bâtiments de type bit hilani qui sont très courants dans la Syrie et la Haute Mésopotamie de la première moitié du Ier millénaire. Comme plusieurs autres palais de la période, il est jouxté par un petit temple, reconstruit plusieurs fois, mais le palais disparaît après une première destruction.
La tradition palatiale syrienne de cette période se retrouve également dans le palais royal de Qatna, détruit par les Hittites quand ils prennent le contrôle de la région. Il est organisé autour d'une grande cour menant à des espaces publics dans la partie ouest, et d'une salle du trône dans sa partie est, ouvrant sur des espaces privés, dont un hypogée royal qui a livré un matériel archéologique très riche,.

### Céramique
| |  |  |
| Exemples de « céramiques de Nuzi », retrouvées sur des sites de la vallée de l'Amuq (Çatalhöyük et Tell Açana/Alalakh), Musée de l'Institut oriental de Chicago et British Museum. |  |  |

La céramique caractéristique des niveaux de l'époque du Mittani est appelée « céramique de Nuzi », du nom du premier site où elle a été identifiée. Elle est présente en Haute Mésopotamie au début de la seconde moitié du IIe millénaire, succédant à la « céramique du Khabour », de l'époque paléo-babylonienne, et est attestée du Zagros à la mer Méditerranée, sur une aire qui ne correspond pas stricto sensu à celle de la domination mittanienne, ce qui fait qu'il ne faut pas forcément l'identifier comme un marqueur archéologique de ce royaume mais plutôt comme la céramique la plus à la mode de l'époque. C'est une céramique fine, à fond sombre, avec des motifs blancs peints, représentant sur plusieurs registres des décors stylisés, souvent de type floral ou curviligne et encadrés par d'autres motifs rectilignes, aussi des oiseaux et parfois des quadrupèdes. La forme caractéristique est un gobelet haut à paroi fine et à pied étroit, mais on trouve aussi d'autres types de gobelets, des jarres et des bols. Retrouvée surtout dans des palais, des temples et de grandes maisons urbaines, elle est souvent considérée comme une production de luxe, plutôt destinée aux élites, mais en fait elle se trouve aussi dans des villages et des maisons communes.
Les autres types de céramique attestés sur les sites mittaniens, répandus dans toutes les parties des sites, aussi bien chez les plus aisés que chez les plus pauvres, sont plus frustes même si la qualité d'exécution est plutôt bonne (par comparaison à la période suivante en tout cas). Ils présentent une grande variété : généralement non peints, même s'il existe divers types de poteries peintes, les formes et pâtes sont très diverses. Cela excluant une production en série, pratique qui se développe en revanche sous la domination assyrienne, expliquant une baisse de variété et de qualité.

### Matières vitreuses
La période du Mittani voit le développement des techniques artisanales de travail des matières vitreuses : verre, la glaçure permettant de réaliser des objets en « faïence », la fritte. Ces objets ont été retrouvés en grande quantité sur les sites du nord mésopotamien (Nuzi, Alalakh, Tell Brak, Tell Rimah), ce qui semble faire de cette région le centre de développement du travail du verre à grande échelle, si ce n'est le lieu premier de développement de l'artisanat verrier. Cette période voit en tout cas l'amélioration du travail de la pâte de verre, et sa coloration avec des oxydes métalliques. Les artisans réalisent des bijoux (dont il reste beaucoup de perles de verre), des amulettes, des sceaux-cylindres en faïence, ainsi que des vases en verre.

### Glyptique
La glyptique mittanienne est avant tout connue par les tablettes de Nuzi et d'Alalakh, mais aussi par des documents de Tell Rimah, ou de régions étrangères en contact avec les rois du Mittani (Hatti, Égypte). Les sceaux-cylindres les plus courants (type « commun »), dont les exemplaires connus sont souvent en matières vitreuses colorées (en faïence ou en fritte). Ils sont très diffusés, puisqu'on les retrouve sur toute l'aire dominée par le Mittani à son apogée, et même dans les régions voisines, jusque dans le monde égéen. Ils représentent généralement de façon schématisée des animaux réels ou imaginaires (comme des sphinx ou des griffons) et des motifs floraux, de façon stéréotypée, avec des scènes souvent surchargées. Les sceaux des élites (type « élaboré »), avant tout représentés par les sceaux des rois mittaniens et de certains de leurs vassaux, sont plus élaborés. Ils sont réalisés en pierre dure, généralement l'hématite. Le plus caractéristique est le sceau de Shaushtatar, un véritable sceau dynastique des rois mittaniens, réutilisé par plusieurs de ses successeurs et attesté sur des tablettes de quatre sites (Tell Brak, Nuzi, Umm el-Marra et Tell Bazi). Il représente une scène où figure au centre un personnage à tête humaine mais à corps d'animal, disposant d'ailes, et brandissant deux lions. Autour de lui sont réparties de façon très libres d'autres animaux, des héros et une déesse protectrice. Les autres sceaux de cette catégorie reprennent ce même style hétéroclite, exubérant, témoignant d'influences très diverses et représentant des divinités (parfois identifiées comme le dieu de l'Orage Teshub ou la déesse Shaushka) et d'autres personnages et créatures mythologiques entourés d'animaux et de motifs floraux, également des disques ailés symbolisant le soleil, dans des scènes de combat/chasse ou de rituels dont le sens exact nous échappe.

Sceaux-cylindres de la période du Mittani
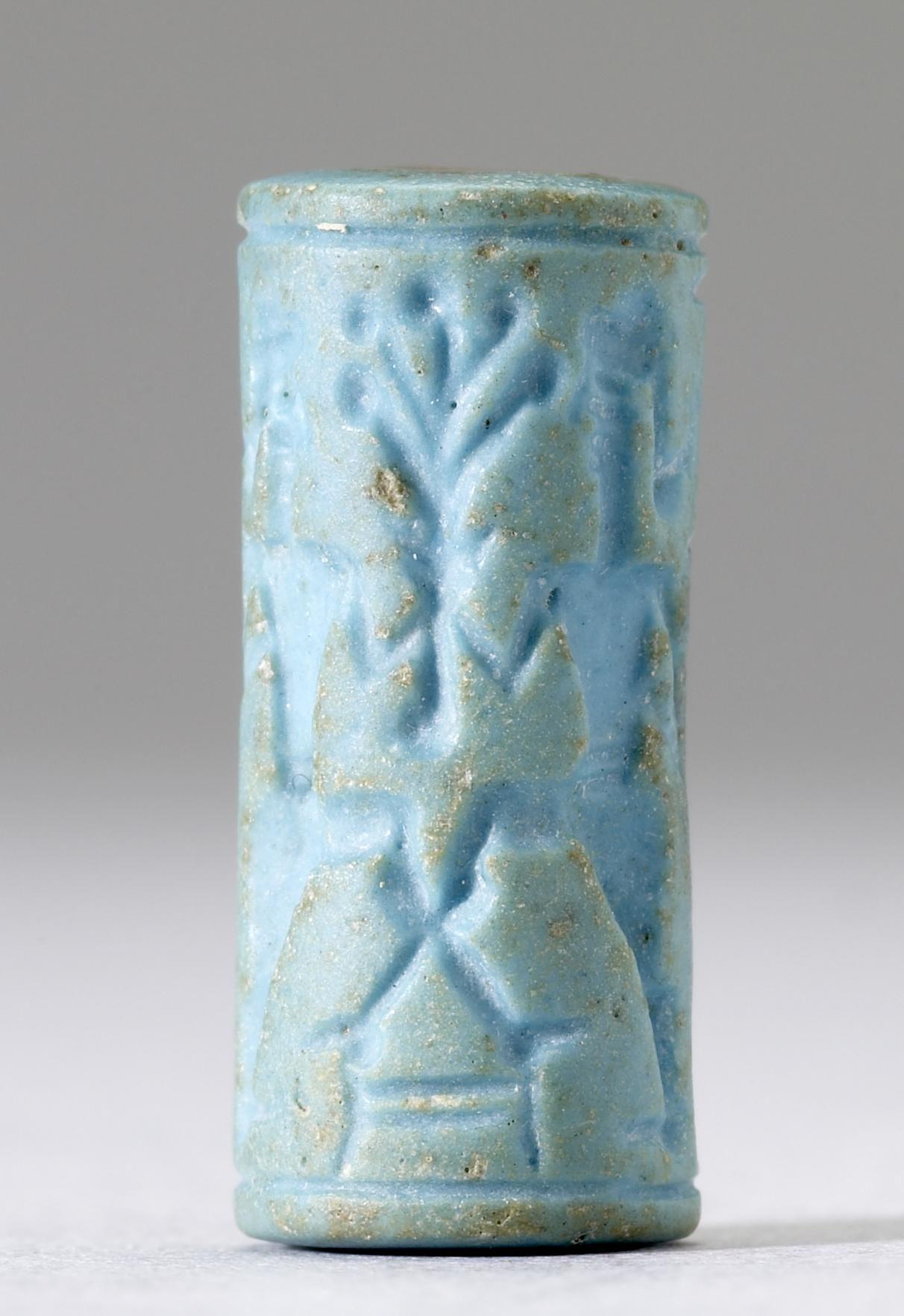
Sceau-cylindre du style commun en faïence des personnages héroïques autour d'un arbre et des griffons, Walters Art Museum.
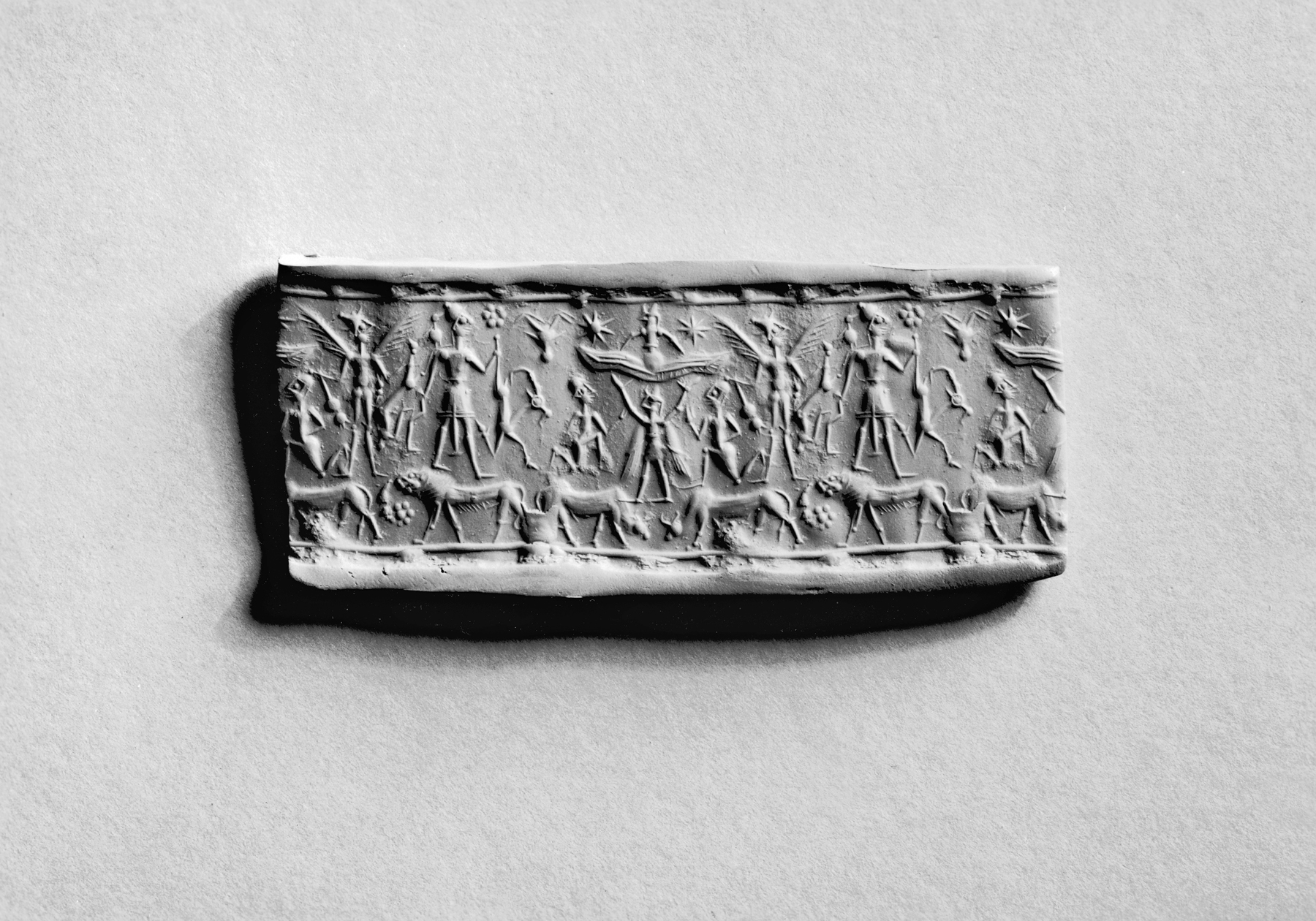
Impression sur argile d'un sceau-cylindre représentant des divinités ou génies et des animaux, Walters Art Museum.
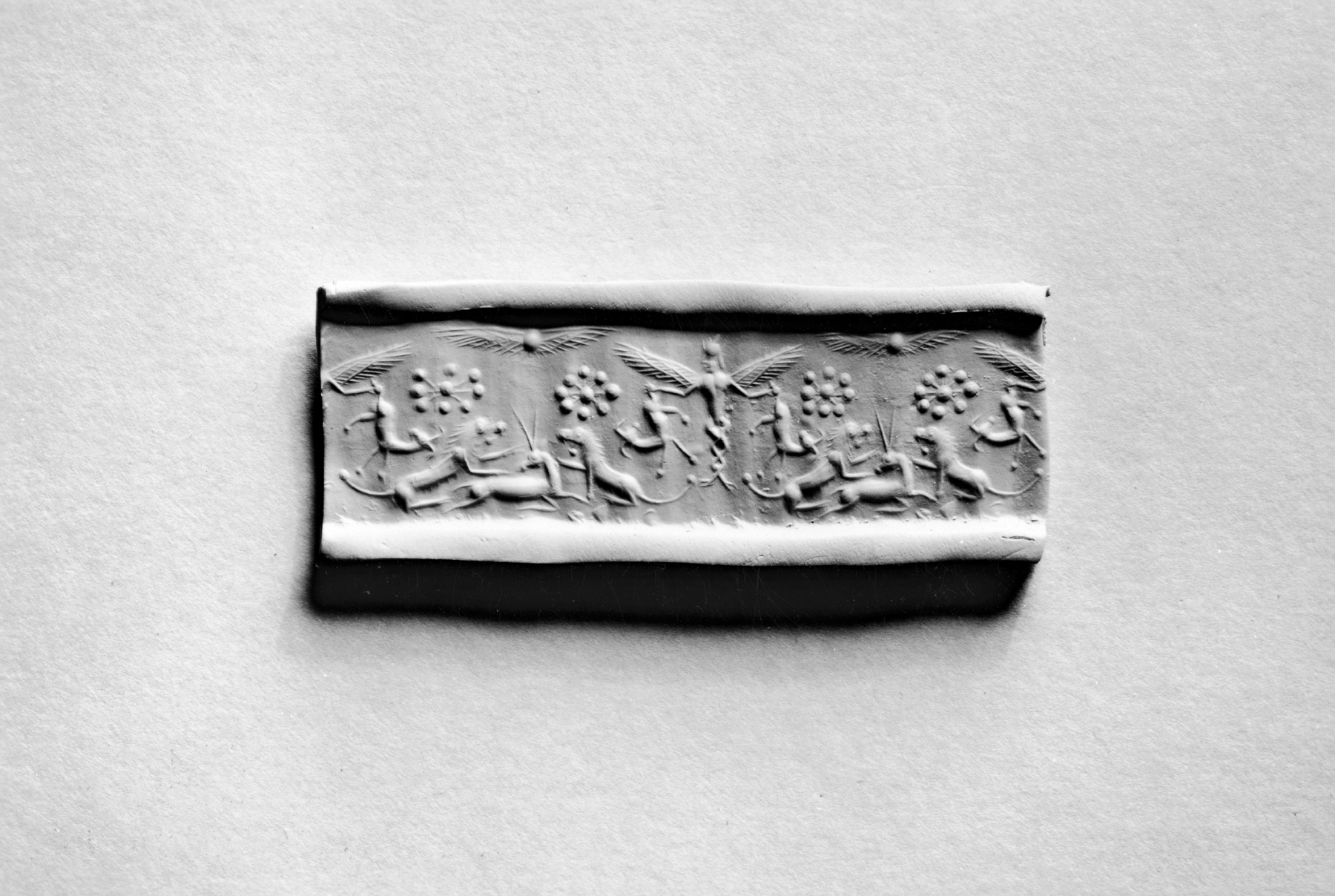
Impression sur argile d'un sceau-cylindre du type élaboré, représentant un génie ailé maîtrisant des animaux, des animaux combattants, des motifs floraux et des disques ailés, Walters Art Museum.
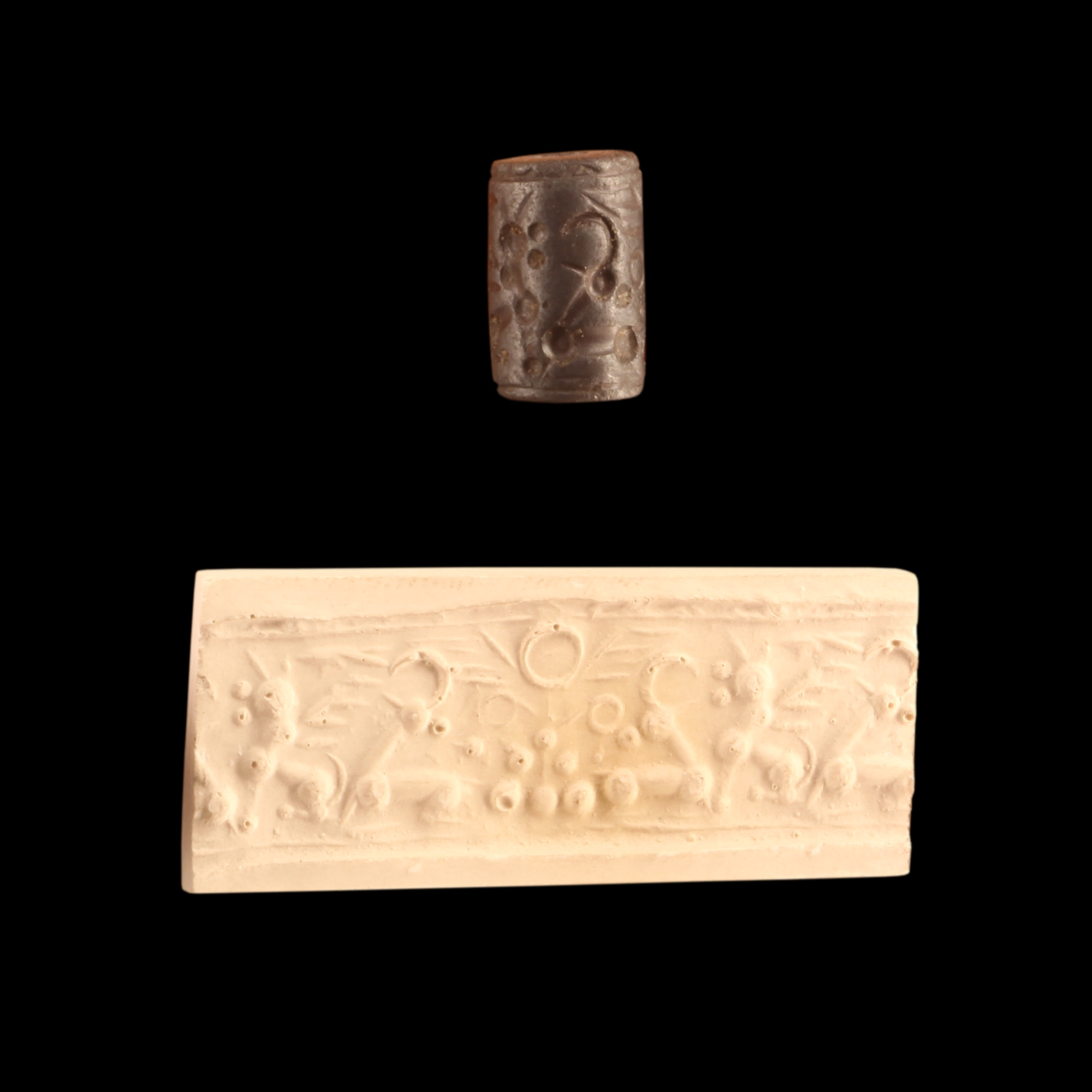
Sceau-cylindre en hématite avec son impression sur argile, représentant des griffons et des ibex disposés de façon symétrique autour d'un disque ailé, type élaboré du Mittani, Musée des Beaux-Arts de Lyon.

### Sculpture
Une statue en calcaire, ainsi qu'un fragment de tête de statue en basalte, datés de la période mittanienne ont été mis au jour à Tell Brak. La plus complète représente un personnage assis, représenté de façon très stylisée (voire maladroite) et quasiment cubique, et la seconde semble présenter des caractéristiques similaires. La posture de la statue la plus complète est similaire à celle des représentations de personnages assis courants en Syrie à la période précédente, et dont un exemple remarquable est la statue d'Idrimi d'Alalakh, elle aussi souvent décrite comme réalisée de façon maladroite, en tout cas schématique. Le roi dispose des attributs courants des rois syriens, la tiare ovale avec un bandeau à sa base, un long manteau et une barbe plate sans moustache. La statue était disposée sur un trône en basalte, entre deux statues d'animaux dont seuls les pieds ont été conservés. Cette statuaire a des postérités à l'époque des royaumes araméens. De la même manière les bas-reliefs sur orthostates mis au jour à Tell Halaf, datés de l'âge du fer, pourraient comprendre quelques exemplaires datés de l'époque mittanienne, qui auraient été remployés et auraient servi de modèle aux artistes araméens.

### Objets luxueux
Les trouvailles d'objets luxueux pour la période de domination du Mittani restent limitées, par manque de fouilles de palais et d'édifices des élites de cette période dans le centre du royaume. Le palais mittanien de Tell Brak, pillé lors de sa destructions, a tout de même livré quelques fragments d'objets donnant un aperçu de ce qu'on trouvait dans un bâtiment de l'élite mittanienne : des fragments d'objets en or, en verre, des meubles en bois incrusté d'ivoire et de bronze, un vase en forme de canard, de la céramique fine de Nuzi, ainsi que des objets égyptiens (vases, scarabées), mycéniens voire hittites, renvoyant au contexte « international » de l'époque, marquée par des échanges d'objets à longue distance. Ces objets ont des parallèles sur d'autres sites levantins de la période. Hors du centre, les tombes royales de Qatna, non pillées, ont livré de nombreux objets de qualité tels que des perles de pierres dures employées pour des colliers ou des ornements de vêtements, des plaques décoratives et des ornements de carquois en or, également des objets égyptiens. 
En fin de compte, le témoignage le plus éloquent sur la richesse de la monarchie mittanienne reste la lettre d'Amarna EA 25, qui comprend une liste (certes incomplète) des objets de la dot de la princesse Tadu-Heba, quand elle épouse le pharaon Amenhotep III. Parmi ses objets personnels se trouvent des bijoux et des vêtements faits en matériaux de luxe (or, argent, verre, pierres précieuses et semi-précieuses telles que le lapis-lazuli, cuir, etc.), dont le poids est donné. Les mots employé sont souvent difficiles à comprendre, même si dans certains cas il peut être tenté de les faire correspondre à des trouvailles archéologiques grossièrement contemporaines. On devait y trouver des écharpes, des tuniques, des robes, des bottes, des draps de lit, des colliers, des bracelets de poignet et de cheville, des pendentifs, des bagues, des boucles d'oreille, ainsi que des accessoires de toilette tels qu'un bassin, des miroirs, des peignes en argent, aussi des coupes, des chasse-mouche, des cuillers, et des meubles en bois de buis. La mariée arrive également accompagnée d'un char et de chevaux, avec leur équipement, également luxueux, car c'est un élément indispensable de l’apparat de l'élite royale de l'époque, et de nombreuses armes, donc un équipement pour la guerre et la chasse,.

## Les divinités des rois du Mittani
La religion des habitants du Mittani nous échappe largement. Plusieurs temples de cette période ont été dégagés, comme cela a été évoqué, avec des objets sans doute de nature votive. Le culte tel qu'il était pratiqué n'a sans doute pas différé de celui des périodes précédentes. Mais nos informations viennent avant tout de sites de la même période extérieurs à la sphère mittanienne bien connus par des sources écrites, comme Ougarit et Emar, ou bien la capitale hittite Hattusa, où étaient vénérées des divinités hourrites et pratiqués des rituels originaires des régions hourrites (surtout le Kizzuwatna) ou influencés par celles-ci, et parfois connus par des textes en hourrite. Les récits mythologiques du « Cycle de Kumarbi », pour lesquels on reconnaît généralement une origine hourrite, ne sont pas attestés dans la sphère mittanienne. Pour ce que l'on peut deviner, le culte courant est organisé autour d'offrandes quotidiennes faites à un dieu représenté par sa statue, dont le podium peut parfois être repéré dans les temples mis au jour. Les sceaux-cylindres représentent des scènes de rituels ou de mythes, mais ceux-ci sont difficiles à comprendre. Seuls sont connus les noms de quelques divinités majeures et de leurs grands sanctuaires qui sont plus assurés, mais qui n'apparaissent qu'en lien avec le pouvoir royal. Ils se trouvent notamment dans des textes diplomatiques, à savoir les lettres d'Amarna de Tushratta et le traité entre Shattiwazza et Suppiluliuma Ier. Ce dernier contient une liste de divinités du Mittani garantes de l'accord, toutes n'étant pas clairement identifiées  :

« Le Dieu de l'Orage du Ciel et de la Terre, le Dieu-Lune et le Dieu-Soleil, le Dieu-Lune de Harran, le Ciel et la Terre (?), le Dieu de l'Orage Seigneur du kurinnu de Kahat, le Dieu de l'Orage Seigneur de Uhushuman, Ea Seigneur de la Sagesse, la Divinité des Troupeaux de Kurta, Anu et Antu, Enlil et Ninlil, les dieux Mitra, les dieux Varuna, Indra, les dieux Nasatyas, le cours d'eau souterrain (?), Shamanminuhi, le Dieu de l'Orage Seigneur de Washshukanni, le Dieu de l'Orage du Temple plateforme (?) d'Irrite, Nabarbi, Shuruhi, Ishtar, Étoile (?), Shala, la Dame du palais, la Dame du temple-ayakki, Ishkhara, Partahi de Shuta, les montagnes, les rivières et les sources, divinités du Ciel et de la Terre. »

— Traité entre Shattiwazza et Suppiluliuma, version de Shattiwazza
L'ordre de ce traité donne une indication de l'importance des divinités, même si l'identité de plusieurs est incertaine, faute de parallèles. Les divinités majeures restent sont donc celles qui sont traditionnellement vénérées dans les régions dominées par le Mittani et qui se retrouvent aux périodes précédentes et suivantes. Le grand dieu souverain est le Dieu de l'Orage, connu en hourrite sous le nom de Teshub et en sémitique sous celui de Adad/Hadad, à qui Tushratta attribue la décision de lui avoir octroyé le trône du royaume. Il se décline en plusieurs hypostases, rangées suivant ses grands lieux de culte : Kahat (temple dans lequel une version du traité doit être déposée), Washshukanni, mais aussi Alep. Sa parèdre Hebat apparaît peu dans la documentation, en dehors des noms de princesses (Gilu-Heba(t) et Tadu-Heba(t)). Viennent ensuite les divinités astrales. Le Dieu-Soleil (en hourrite Shimigi, Shamash en akkadien), vénéré dans la ville de Ihibe, apparaît également à plusieurs reprises dans des lettres amarniennes. Une autre grande divinité de la région, le Dieu-Lune de Harran (Kushukh en hourrite et Sîn en akkadien) complète la triade majeure dans le traité.
Les déesses ne viennent qu'en fin de liste, avec en particulier la grande déesse du Mittani, Shaushka/Ishtar, la planète Vénus et patronne de l'amour et de la guerre, dont l'un des grands sanctuaires est localisé à Ninive. Tushratta envoie sa statue à son homologue égyptien, pour une raison indéterminée (après un mariage interdynastique, ou bien parce que le pharaon est malade ?). Plusieurs autres grandes divinités originaires du panthéon du sud mésopotamien sont présentes dans le traité (Ea, les couples Enlil-Ninlil et Anu-Antu (en)). La seule originalité décelable est la présence (marginale ?) d'éléments religieux d'origine indo-aryenne, des divinités dans la liste des garants du traité (Varuna, Mitra, Indra, les Nasatyas).

## Souverains du  Mittani
Note : la datation est très approximative, et l'ordre de succession encore incertain pour certains rois. La liste ci-dessous est celle donnée par E. von Dassow (2022).
- Maitta ?
- Kirta
- Shuttarna Ier
- Barattarna (ou B/Par(r)at(t)arna), v. 1450
- Parshatatar ?
- Shaushtatar, v. 1425
- Saitarna ?
- Barattarna II
- Artatama Ier, début XIVe siècle
- Shuttarna II
- Artashumara
- Tushratta, milieu XIVe siècle
- lignée concurrente : Artatama II et Shuttarna III
- Shattiwazza fils de Tushratta
- Shattuara Ier, c. 1300
- Wasashatta
- Shattuara II, v. 1250

### Dictionnaires
- (en) Trevor Bryce et al., The Routledge Handbook of the Peoples and Places of Ancient Western Asia, Oxon et New York, Routledge, 2009
- Francis Joannès (dir.), Dictionnaire de la civilisation mésopotamienne, Paris, Robert Laffont, coll. « Bouquins », 2001

### Généralités
- (en) Peter M. M. G. Akkermans et Glenn M. Schwartz, The Archaeology of Syria : From Complex Hunter-Gatherers to Early Urban Societies (c.16,000-300 BC), Cambridge, Cambridge University Press, 2003
- Bertrand Lafont, Aline Tenu, Philippe Clancier et Francis Joannès, Mésopotamie : De Gilgamesh à Artaban (3300-120 av. J.-C.), Paris, Belin, coll. « Mondes anciens », 2017, 1039 p. (ISBN 978-2-7011-6490-8), chap. 11 (« Le Mittani, un nouveau royaume en Haute-Mésopotamie »)

### Études spécialisées
- (de) Gernot Wilhelm, « Mittan(n)i, Mitanni, Maitani. A. Historisch », dans Eckart Frahm (dir.), Reallexicon der Assyriologie und Vorderasiatischen Archäologie, vol. VIII (3/4) : Miete-Moab, Berlin et New York, Walter de Gruyter, 1994, p. 286-296
- (en) Diana L. Stein, « Mittan(n)i. B. Bildkunst und Architektur », dans Eckart Frahm (dir.), Reallexicon der Assyriologie und Vorderasiatischen Archäologie, vol. VIII (3/4) : Miete-Moab, Berlin et New York, Walter de Gruyter, 1994, p. 296-299
- Jacques Freu, Histoire du Mitanni, Paris, L'Harmattan, coll. « Kubaba / Antiquité », 2003
- Jacques Freu et Michel Mazoyer, Les Hittites et leur histoire, t. 1 : Des origines à la fin de l'ancien royaume hittite, Paris, L'Harmattan, coll. « Kubaba / Antiquité », 2007
- (en) Eva Cancik-Kirschbaum, Nicole Brisch et Jesper Eidem (dir.), Constituent, Confederate, and Conquered Space in Upper Mesopotamia : The Emergence of the Mittani State, Berlin et Boston, De Gruyter, 2014
- William L. Moran, Les lettres d'El Amarna, Paris, Le Cerf, coll. « Littératures anciennes du Proche-Orient », 1987
- (en) Eva von Dassow, « Mittani and Its Empire », dans Karen Radner, Nadine Moeller et Daniel T. Potts (dir.), The Oxford History of the Ancient Near East, Volume 3: From the Hyksos to the Late Second Millennium BC, New York, Oxford University Press, 2022, p. 455-528